# 平澤始興高速公路
平澤始興高速公路（：／ Pyeongtaek Siheung gosokdoro */?），又稱西海岸第二高速公路（제2서해안고속도로），是連接韓國京畿道平澤市和始興市的一條高速公路。全長40.3公里。